# Врата (село)
Врата е родопско село в Южна България. То се намира в община Асеновград, област Пловдив.

## География
Село Врата се намира в планински район. Западно от селото, на 1020 м надморска височина, извира река Голяма сушица.

## Културни и природни забележителности
Непосредствено над селото е „надвиснал“ скалният монолит и тракийско светилище Белинташ 1225 м., откъдето се открива гледка отвисоко на 360 градуса на тази част на Родопите.

## Редовни събития
Всяка втора събота на месец юли се организира традиционен събор. През 2008 година в събора участва Росица Пейчева.